# Центральный научно-исследовательский институт химии и механики
ФГУП «Центральный научно-исследовательский институт химии и механики» — одна из первых научно-исследовательских организаций России, работает в сфере обороны и национальной безопасности, разрабатывает наукоёмкую продукцию двойного и гражданского назначения для основных отраслей промышленности.

## История
Организация была основана в 1894 году. Её открытие непосредственно связано со становлением пороховой промышленности Российской империи. Базой для института послужила Центральная заводская лаборатория Охтинского порохового завода.
В 1931 году она была преобразована в научную организацию — Военно-химический научно-исследовательский институт (ВХНИИ) Наркомтяжпрома СССР и переведена в Москву, окрестности села Коломенское (на территорию бывшего артиллерийского полигона вблизи Нагатинского шоссе).
В 1937 году ВХНИИ был переименован в Научно-исследовательский институт № 6 (НИИ-6) Наркомата боеприпасов СССР. НИИ-6 внёс существенный вклад в победу во Второй мировой войне. Этот институт был единственной научной организацией СССР, занимавшейся разработкой и освоением выпуска порохов, взрывчатых веществ, пиротехнических и зажигательных средств, по снаряжению боеприпасов и средств инициирования для вооружения Советской Армии. Огромная заслуга ученых и специалистов НИИ-6 в разработке и освоении промышленностью кумулятивных снарядов и гранат, новых взрывчатых составов для них, производстве зарядов для легендарных «Катюш», противотанковых гранат с зажигательной смесью.
В послевоенное время Институт активно развивал новые направления исследований, связанные с ракетной техникой и освоением космоса. В начале 1950-х годов в НИИ-6 впервые в отрасли начаты исследования и опытно-конструкторские работы по смесевым ракетным твёрдым топливам, различным технологиям переработки их в заряды для твердотопливных ракет. Институт создал большое число пороховых и твердотопливных зарядов оригинальных конструкций для ствольных артиллерийских систем и ракет различных классов, в том числе и для ракетных войск стратегического назначения.
Разработанными институтом боевыми частями оснащены многие ракеты ПВО и ПРО, не только успешно прошедшие государственные испытания, но и высоко зарекомендовавшие себя во многих странах, в том числе ракеты систем С-300.
В 1969 году НИИ-6 был реорганизован в Центральный научно-исследовательский институт химии и механики — головной НИИ в сфере боеприпасов и спецхимии.
С 2005 года Институт находится на балансе Федеральной службы по техническому и экспортному контролю России.
В 1994 году институт получил от правительства РФ статус Государственного научного центра Российской Федерации. Правительство Москвы присвоило институту почётное наименование «Центральный научно-исследовательский институт химии и механики имени Д. И. Менделеева».

## Международное сотрудничество
Совместные проекты с Вьетнамом, Кубой и Индией. Сотрудничает с Международной Системой добровольной сертификации систем менеджмента качества IQNET, Ассоциацией инженеров по отоплению, вентиляции и кондиционированию (АВОК).

## Санкции
24 октября 2020 года правительство США объявило о внесении ЦНИИХМ в санкционный список. По мнению американских властей, именно в ЦНИИХМ был разработан компьютерный вирус Triton, также известный как TRISIS и HatMan, предназначенный для взлома сетей на промышленных объектах. Объявляя о санкциях, госсекретарь США Майк Помпео заявил, что в 2017 году кибератака с использованием вируса Triton остановила работу нефтехимического завода на Ближнем Востоке. Посол России в Вашингтоне Анатолий Антонов в ответ заявил, что Москва отвергает обвинения США против ЦНИИХМ.
25 марта 2022 года, Великобритания ввела санкции против института: власти полагают, что институт причастен к хакерской атаке на системы безопасности нефтехимического завода на Ближнем Востоке в 2017 году.
На фоне вторжения России на Украину, институт внесён в санкционные списки Украины так как институт «совершает научные исследования, производство продукции военного назначения, которая использовалась Россией во время незаконного вторжения в Украину в 2022 году». 21 февраля 2024 года завод включён в санкционный список Канады против организаций связанных с военно-промышленным комплексом»».

## Награды
- Орден Трудового Красного Знамени — 24 мая 1944 года за образцовое выполнение заданий Правительства по отработке технологий производства боеприпасов и в связи с 50-летием со дня основания организации.
- Орден Октябрьской Революции — 6 мая 1982 года — за заслуги в создании и организации производства специальной техники[12].
- Почётная грамота правительства Российской федерации за большой вклад в разработку и производство продукции специального назначения, укрепление обороноспособности страны и в связи с 120-летием образования - 2014 год.